# Grande Prêmio Paraná
Grande Prêmio Paraná é a prova máxima do turfe paranaense, para thoroughbreds classificada como Grupo 1 do turfe brasileiro. É disputada em 2.400 metros na areia, destinada a animais de qualquer procedência de 3 ou mais anos. 

## Data da prova
É disputada em data variável.

## Histórico da competição
A primeira realização desta prova foi em 29 de dezembro de 1942, pelo prêmio de 25000 cruzeiros, e foi vencida pelo cavalo argentino Con Ochos (filho do argentino Contento), montado pelo jóquei Pedro Gusso Filho. O primeiro cavalo brasileiro a vencer esta prova foi Guaraz (filho do Sargento), em 1948, com o jóquei Omário Reichel. A última disputa no Guabirotuba foi em 1954, vencida pelo cavalo argentino Panther (filho de Guatan), de propriedade de Moysés Lupion. O cavalo Salomão (filho do argentino Confeso), com o jóquei Roberto Arede, venceu a primeira realizada no Hipódromo do Tarumã em 1955, um dia após a sua inauguração.

## Resultados

### Hipódromo do Guabirotuba

#### 3100m
| Ano  | Vencedor  | País | Pai      | País | Égua Mãe | País | Jóquei      | Treinador  | Proprietário            | Dist   | 2° lugar  | 3° lugar   | Tempo   |
| ---- | --------- | ---- | -------- | ---- | -------- | ---- | ----------- | ---------- | ----------------------- | ------ | --------- | ---------- | ------- |
| 1942 | CON OCHOS |      | CONTENTO |      | PACA     |      | P.Gusso F.º | H.Souza    | Manoel Ribas            | 3100mt | SUSPENSO  | GUADANANZA | 209s3/5 |
| 1943 | MIALQUE   |      | -        |      | -        |      | E.Vieira    | F.Raimundo | J.Kloss e F.Raimundo    | 3100mt | GRAN FIFI | -          |         |
| 1944 | TRUCHMAN  |      | -        |      | -        |      | Z.Santos    | E.Piovezan | Mário de Araujo Márquez | 3100mt | RETOFIO   | -          |         |

#### 3200m
| Ano  | Vencedor   | País | Pai       | País | Égua Mãe   | País | Jóquei    | Treinador | Proprietário | Dist   | 2° lugar  | 3° lugar | Tempo |
| ---- | ---------- | ---- | --------- | ---- | ---------- | ---- | --------- | --------- | ------------ | ------ | --------- | -------- | ----- |
| 1945 | BARBA AZUL |      | BADRUDDIN |      | SISTER ANN |      | O.Reichel | O.N.Motta | Wanda Berquó | 3200mt | QUO VADIS | -        |       |

#### 3000m
| Ano  | Vencedor | País | Pai       | País | Égua Mãe  | País | Jóquei      | Treinador      | Proprietário            | Dist   | 2° lugar      | 3° lugar | Tempo |
| ---- | -------- | ---- | --------- | ---- | --------- | ---- | ----------- | -------------- | ----------------------- | ------ | ------------- | -------- | ----- |
| 1946 | CAMARON  |      | CIGARRAL  |      | GODLIKE   |      | S.Rodrigues | R.Oliveira F.º | Atilio Los Tedesco      | 3000mt | SOLERO        | -        |       |
| 1947 | BROTE    |      | TECHNIQUE |      | BRETEL    |      | N.Monteiro  | R.Oliveira F.º | Jacob Guarila           | 3000mt | CLORO         | -        | 199s  |
| 1948 | GUARAZ   |      | SARGENTO  |      | CAAMA     |      | O.Reichel   | J.Emerich      | Paulo Piza de Lara      | 3000mt | GOLERO        | -        |       |
| 1949 | DESFEITA |      | BURGUETE  |      | VIOLETERA |      | C.Bini      | A.Piotto       | Pedro Alípio A. Camargo | 3000mt | CANTER        | -        | 197s  |
| 1950 | BARONETE |      | SANSON    |      | ACIREMA   |      | D.Rauth     | A.Piotto       | Frederico Leitner       | 3000mt | LUCANOR       | -        |       |
| 1951 | SUPERN   |      | -         |      | -         |      | E.P.Silva   | E.P.Santos     | Nelson Lins             | 3000mt | TORPEDO       | -        |       |
| 1952 | FERINO   |      | FULL SAIL |      | FELINA    |      | O.Rosa      | M.Branco       | Irmãos Almeida Prado    | 3000mt | PEWTER PLATER | -        | 205s  |
| 1953 | AWAY     |      | FOXHUNTER |      | WHISPER   |      | F.Irigoyen  | M.Almeida      | Stud Seabra             | 3000mt | PANTHER       | -        |       |
| 1954 | PANTHER  |      | GUATAN    |      | NAGOYA    |      | G.Silva     | L.Tripodi      | Moyses Lupion           | 3000mt | FAIR CADET    | -        | 196s  |

### Hipódromo do Tarumã
Resultados no circuito Tarumã.

#### 3000m
| Ano  | Vencedor          | País | Pai          | País | Égua Mãe      | País | Jóquei         | Treinador    | Proprietário        | Dist   | 2° lugar   | 3° lugar     | Tempo |
| ---- | ----------------- | ---- | ------------ | ---- | ------------- | ---- | -------------- | ------------ | ------------------- | ------ | ---------- | ------------ | ----- |
| 1955 | SALOMÃO           |      | CONFESO      |      | SALAMERA      |      | R.Arede        | N.Mitzarek   | Atilio Los Tedesco  | 3000mt | RUMBO      | -            |       |
| 1956 | MIGUEL ÂNGELO     |      | -            |      | -             |      | V.Pinheiro F.º | J.S.Lima     | Stud Assumpção      | 3000mt | CAMABIS    | -            |       |
| 1957 | CANAVIAL          |      | RADAR        |      | CANTATA       |      | L.Rigoni       | P.Gusso F.º  | Stud Seabra         | 3000mt | JOHN ARABY | -            |       |
| 1958 | MY KING           |      | MY LORD      |      | MAR CHIQUITA  |      | A.Reyna        | P.Mello      | Júlio Corbeta       | 3000mt | VERDUGO    | -            | 202s  |
| 1959 | CHAVAL            |      | TUDOR CASTLE |      | DAMSEL        |      | A.Ricardo      | P.Morgado    | José Calil          | 3000mt | -          | -            |       |
| 1960 | FALERNO           |      | ROYAL FOREST |      | FAIRYLAND     |      | F.Irigoyen     | F.D'Ávila    | Stud Seabra         | 3000mt | VERDUGO    | -            |       |
| 1961 | NYRDHAL           |      | ORBANEJA     |      | HENRIETTE     |      | P.Vaz          | M.Signoretti | Haras Petente       | 3000mt | -          | -            |       |
| 1962 | GAVROCHE          |      | WOOD NOTE    |      | COTE DESPAGNE |      | J.Alves        | J.S.Souza    | Stud Assumpção      | 3000mt | NYRDHAL    | ARGONAÇO     |       |
| 1963 | não foi realizado |      |              |      |               |      |                |              |                     |        |            |              |       |
| 1964 | EL ASTEROIDE      |      | ELPENOR      |      | AL OINA       |      | A.Barroso      | A.P.Silva    | Luiz Spinola        | 3000mt | LEIGO      | -            |       |
| 1965 | AGASAJO           |      | TAPUIA       |      | SOCIABLE      |      | P.Silva        | P.Lopes      | João Xavier         | 3000mt | INTERLAGOS | EL ASTEROIDE |       |
| 1966 | GASTÃO            |      | NORDIC       |      | HABLA         |      | U.Bueno        | R.Martins    | Paulo José da Costa | 3000mt | CARATAI    | -            | 203s  |

#### 2400m
| Ano  | Vencedor         | País | Pai                   | País | Égua Mãe          | País | Jóquei      | Treinador      | Proprietário              | Dist   | 2° lugar          | 3° lugar       | Tempo    |
| ---- | ---------------- | ---- | --------------------- | ---- | ----------------- | ---- | ----------- | -------------- | ------------------------- | ------ | ----------------- | -------------- | -------- |
| 1967 | MESSIDOR         |      | CAPORAL               |      | DYBARINE          |      | J.G.Silva   | C.Borges       | Haras Jahú/Rio das Pedras | 2400mt | CARATAI           | -              |          |
| 1968 | DILEMA           |      | MAJORS DILEMMA        |      | OPERA             |      | A.Ricardo   | A.Magalhães    | Stud Nacional             | 2400mt | KING ARCHER       | -              |          |
| 1969 | MASTEREU         |      | ADIL                  |      | SCOTTISH DILEMMA  |      | I.Oya       | A.Santos       | Haras Tamandaré           | 2400mt | NEGRONI           | -              |          |
| 1970 | ESTENTOR         |      | ESTENSORO             |      | EVER LOVELY       |      | A.Barroso   | A.P.Silva      | Luiz Spinola              | 2400mt | DON CACHOLA       | -              | 159s     |
| 1971 | NEGRONI          |      | FLAMBOYANT DE FRESNAY |      | AURORA            |      | A.Bolino    | E.P.Gusso      | Haras Ipiranga            | 2400mt | DICO              | ESCUDO NEGRO   |          |
| 1972 | RUFFUS           |      | CORPORA               |      | GALIERA           |      | A.Bolino    | E.P.Gusso      | Haras Ipiranga            | 2400mt | SALTANELLA        | -              | 166s     |
| 1973 | OLDAK            |      | DANIELITO             |      | RENUNCIA          |      | J.Terres    | E.P.Gusso      | Altair Milles Zaniollo    | 2400mt | MACAR             | DON TIBAGI     |          |
| 1974 | BEIRÃO           |      | JAZARIE               |      | QUATIARA          |      | S.Barbosa   | L.Santos       | Pedro Alípio/A. Camargo   | 2400mt | LA RANCHERA       | TAJANTE        |          |
| 1975 | ARNALDO          |      | TANG                  |      | ARGUCIA           |      | J.Fagundes  | F.Sobreiro     | Stud Tibagi               | 2400mt | MANACOR           | RIGHT JANE     |          |
| 1976 | GRÃO DE BICO     |      | EGOISMO               |      | GRA               |      | J.M.Silva   | P.Nickel       | Coudelaria FAN            | 2400mt | PIDUCO            | CIDILEMA       |          |
| 1972 | ZABRO            |      | QUIOSCO               |      | MAIANÇA           |      | J.Garcia    | L.B.Gonçalves  | Haras Jahú                | 2400mt | AGENTE            | ANDANTE        |          |
| 1978 | RIADHIS          |      | IN COMAND             |      | URUTA             |      | M.Santos    | L.C.Liz        | Claudio Kerber            | 2400mt | BIG LARK          | JETON          |          |
| 1979 | INANIAS          |      | ORTILE                |      | COLATINA          |      | E.M.Bueno   | J.M.Ferreira   | Haras Eduardo Guilherme   | 2400mt | BIG LARK          | -              | 162s     |
| 1980 | REICHMARK        |      | FLOWER POWER          |      | GREY LADY         |      | L.Yanes     | J.M.Orellana   | Stud Jéssica              | 2400mt | EXÓTICO           | GABELLINO      | 161s     |
| 1981 | CLACKSON         |      | I SAY                 |      | QUARANA           |      | G.Assis     | J.S.Ventura    | Stud Montecatini          | 2400mt | GABELLINO         | LAUGHING BOY   |          |
| 1982 | ZIRKEL           |      | ST CHAD               |      | NUZA              |      | A.Oliveira  | A.Garcia       | Stud Ponte Nova           | 2400mt | FRATELLI CITY     | GABELLINO      |          |
| 1983 | KIGRANDI         |      | LEIGO                 |      | CAJOPITA          |      | J.Garcia    | D.Garcia       | Stud Tevere               | 2400mt | MANAUS            | EVERARD        |          |
| 1984 | BLESSED NEST     |      | NEST                  |      | BLESSED GIRL      |      | S.Barbosa   | A.R.Pelanda    | Haras Faixa Branca        | 2400mt | KIOSK             | ZIRKEL         |          |
| 1985 | MANAUS           |      | RIO BRAVO             |      | MARIENBAD         |      | J.Dacosta   | R.M.Dacosta    | Stud S. José dos Bastiões | 2400mt | GRAND TOUR        | BLESSED NEST   | 159s     |
| 1986 | HENRY JUNIOR     |      | HENRI LE BALAFRE      |      | ROSE VELVET       |      | J.M.Amorim  | C.Lira         | Haras Serrano             | 2400mt | SO HAPPY          | UALISSON       |          |
| 1987 | HENRY JUNIOR     |      | HENRI LE BALAFRE      |      | ROSE VELVET       |      | J.M.Amorim  | C.Lira         | Haras Serrano             | 2400mt | SUPREME GOLD      | KEAGRAVO       |          |
| 1988 | GAILLARDET       |      | EYLAU                 |      | CASSETTE          |      | C.Canuto    | M.Gosik        | Haras Jatobá              | 2400mt | EMPERORS SHADOW   | CURRICULUM     | 160s     |
| 1989 | GOLDEN NEWS      |      | BRASEANTE             |      | TORTILLA          |      | A.Cassantes | M.F.Gusso      | Haras Primavera           | 2400mt | HOLLATOCHEE       | -              |          |
| 1990 | KING OF RIVERS   |      | RIO BRAVO             |      | REINA DEL SUR     |      | G.Menezes   | F.A.Monteiro   | Haras J.B.Barros          | 2400mt | CADDYNO           | GOLDEN NEWS    | 158s8/10 |
| 1991 | DANGER HORSE     |      | RIO BRAVO             |      | ALVARAZ           |      | C.Canuto    | S.Lobo         | Stud Super Campeão        | 2400mt | HOLLYWOOD CHAMP   | REINHOLD       | 159s2/10 |
| 1992 | KANALOA          |      | CAVO DORO             |      | BLUE LUCKY        |      | E.Araujo    | F.A.Monteiro   | Haras J.B.Barros          | 2400mt | CIGANO-ROAD       | -              | 155s9/10 |
| 1993 | NILOVE           |      | GRIMALDI              |      | FAY LOVE          |      | A.Vale      | A.Alvani       | Haras Jatobá              | 2400mt | EBANO-DAY         | DOSCAR         | 155s3/10 |
| 1994 | SUPER PURPLE     |      | PURPLE MOUNTAIN       |      | MANAMAKI          |      | S.Generoso  | L.C.Santos     | Stud F.K.                 | 2400mt | NOBLE RUNNER      | URBAN HABITAT  | 156s4/10 |
| 1995 | SOFT GOLD        |      | FAST GOLD             |      | ARDELL            |      | J.Aparecido | P.Nickel F.º   | Stud Double               | 2400mt | NILOVE            | SUPER PURPLE   | 161s3/10 |
| 1996 | SOFT GOLD        |      | FAST GOLD             |      | ARDELL            |      | M.Fontoura  | P.Nickel F.º   | Stud Double               | 2400mt | WEKOTICO          | KING OF IRON   | 160s8/10 |
| 1997 | INNAMORATO       |      | NEW COLONY            |      | HIRSUTA           |      | J.M.Silva   | M.F.Gusso      | Rubens Grahl              | 2400mt | LAST KO           | ZACCARO        | 153s9/10 |
| 1998 | JACK GRANDI      |      | KIGRANDI              |      | DREAM OF KENTUCKY |      | L.Duarte    | J.S.Silva      | Stud Tevere               | 2400mt | MANDO TOSS        | KAHYASIN       | 155s7/10 |
| 1999 | JOLLY BOY        |      | OUR CAPTAIN WILLIE    |      | URTA              |      | M.Nunes     | M.Signoretti   | Haras Faxina              | 2400MT | LOVING            | LUA DOURADA    | 153s7/10 |
| 2000 | MR PLEASENTFAR   |      | EMMSON                |      | PLEASANT TALE     |      | J.Ayarza    | M.F.Gusso      | Haras Garcêz Castellano   | 2400mt | HOROWICKS         | AIORTROPHE     | 159s9/10 |
| 2001 | IMPARDONNABLE    |      | EXILE KING            |      | DASH DANCE        |      | A.Queiroz   | A.F.Correia    | Stud R.A.A. B.C.          | 2400mt | WISEGUY           | MUCHO DINERO   | 155s1/10 |
| 2002 | BACCARAT         |      | BUROOJ                |      | REAL MANIA        |      | F.Durso     | P.Nickel Fº    | Stud Chesapeake           | 2400mt | HEROS SON         | OLD SAYBROOK   | 156s8/10 |
| 2003 | NUGGET DO FAXINA |      | FAST GOLD             |      | GIRONDE           |      | M.Pereira   | O.M.Nascimento | Haras Faxina              | 2400mt | REIZINHO          | DEL PIERO      | 153s7/10 |
| 2004 | DA-LHE GRISON    |      | BUROOJ                |      | GOODBYE           |      | N.Souza     | P.Nickel Fº    | Haras Clemente Moletta    | 2400mt | SPECIAL DAY       | FORT BIRD      | 156s5/10 |
| 2005 | FORT BIRD        |      | SOBERBO               |      | DOLLY BIRD        |      | J.Ricardo   | C.P.Gusso      | Haras Moenda de Itatiba   | 2400mt | ESCRIBA           | THOMPSON ROUGE | 155s3/10 |
| 2006 | FOGONAROUPA      |      | CLACKSON              |      | LAW-BREAKER       |      | A.Domingos  | L.R.Feltran    | José Cid Campelo Filho    | 2400mt | BUCANEER          | SIB DANZIG     | 154s3/10 |
| 2007 | ALUCARD          |      | PATIO DE NARANJOS     |      | AUDACITY          |      | C.Lavor     | L.R.Feltran    | Stud Transilvânia         | 2400mt | UNO CAMPIONE      | RECOMPENSADO   | 155s2/10 |
| 2008 | TANGO UNO        |      | REDATTORE             |      | TINA LARK         |      | W.Blandi    | J.Henrique     | Haras Tango               | 2400mt | AMA-TIRI          | AMIGO GAUCHO   | 156s2/10 |
| 2009 | MR.NEDAWI        |      | NEDAWI                |      | CRYPTIC CRUCIAL   |      | J.Aparecido | J.G.Costa      | Stud Hole In One          | 2400mt | BRILHANTE MINERAL | REI DO ROCK    | 157s3/10 |

#### 2000m
| Ano  | Vencedor          | País | Pai             | País | Égua Mãe         | País | Jóquei      | Treinador   | Proprietário      | Dist   | 2° lugar          | 3° lugar         | Tempo            |
| ---- | ----------------- | ---- | --------------- | ---- | ---------------- | ---- | ----------- | ----------- | ----------------- | ------ | ----------------- | ---------------- | ---------------- |
| 2010 | JABURU VIP        |      | INEXPLICABLE    |      | DAFLAN           |      | L.Chimenes  | E.Araujo    | Stud Malta        | 2000mt | LANDAU            | NOZZE DI FIGARO  | 129s             |
| 2011 | JECA              |      | INEXPLICABLE    |      | VOLITION         |      | A.Domingos  | A.B.Pereira | Haras Rio Iguassu | 2000mt | TRICKY INDY       | HARAQUIRI        | 127s9/10         |
| 2012 | STOCKHOLDER       |      | DANCER MAN      |      | SWEET BISCUIT    |      | H.Fernandes | D.Guignoni  | Stud Barcelona    | 2000mt | BEDUINO DO BRASIL | FULL POCKET      | 129s7/10         |
| 2013 | VICTORY IS OURS   |      | NORTHERN AFLEET |      | NOUVELLE CUISINE |      | J. Gulart   | A. Oliveira | Stud TNT          | 2000mt | BEDUINO DO BRASIL | MAISESPERTO GAIS | 126s7/10(record) |
| 2014 | não foi realizado |      |                 |      |                  |      |             |             |                   |        |                   |                  |                  |
| 2015 | não foi realizado |      |                 |      |                  |      |             |             |                   |        |                   |                  |                  |